# Ingrid Newkirk
Ingrid Elizabeth Ward Newkirk (ur. 11 czerwca 1949 w Kingston upon Thames) – brytyjska działaczka na rzecz praw zwierząt, prezeska i współzałożycielka People for the Ethical Treatment of Animals (PETA), największej na świecie organizacji praw zwierząt.
Jest autorką kilku książek o wyzwoleniu zwierząt, w tym:
- Free the Animals (z 2000 roku) o działalności Animal Liberation Front,
- Making Kind Choices (2005),
- Kids Can Save Animals! 101 Easy Things to Do,
- The Compassionate Cook,
- 250 Things You Can Do to Make Your Cat Adore You,
- You Can Save the Animals: 251 Simple Ways to Stop Thoughtless Cruelty.

Organizatorka kampanii uświadamiających w imieniu PETA w celu promowania praw zwierząt i weganizmu.